# Rassemblement pour le développement intégré de la Guinée
Le Rassemblement pour le développement Intégré de la Guinée (RDIG) est un parti politique guinéen.
C'est l'un des 24 partis ayant participé à l'élection présidentielle de 2010. Son candidat, Jean-Marc Telliano, ancien ministre de l’agriculture et leader politique est éliminé au 1er tour, avec 2,33 % des suffrages.
Après avoir été éliminé à l’issue du premier tour de la présidentielle, le président du RDIG Jean Marc Telliano s’est rallié à Alpha Condé,.